# Tiberio Carafa, I duca di Nocera
Tiberio Carafa della Stadera, conte di Soriano (XV secolo – Nocera dei Pagani, 1527), fu il primo duca della città di Nocera dei Pagani.

## Biografia
Di nobile famiglia napoletana, i Carafa della Stadera (o Caraffa), Tiberio fu il secondo duca di Soriano Calabro, per successione del fratello Gurello.
Nel 1507 sposò la nobildonna Geronima de Borgia Lanzol, figlia di Jofre de Borja Llanzol de Romaní e di Juana de Montcada, pronipote di papa Alessandro VI e sorella dei cardinali Pedro Luis e Juan de Borgia Lanzol, e vedova di Fabio Orsini dei Marchesi d'Atripalda.
Ebbe due figli: Cesare e Ferrante, che gli successe quale duca della città di Nocera dei Pagani.
Il 12 dicembre 1521 Tibero acquistò dal re di Napoli la città di Nocera dei Pagani per cinquantamila ducati, acquistando il privilegio di esserne duca il 25 dicembre di quello stesso anno.
Fece sua residenza il castello del Parco di quella città. Morì nel 1527.